# 9122 Hunten
9122 Hunten eller 1998 FZ8 är en asteroid i huvudbältet som upptäcktes den 22 mars 1998 av Spacewatch vid Kitt Peak-observatoriet. Den är uppkallad efter den amerikanske astronomen Donald M. Hunten.
Asteroiden har en diameter på ungefär 4 kilometer och den tillhör asteroidgruppen Koronis.